# 乙酸正己酯
乙酸正己酯，又称乙酸己酯，分子式C8H18O2，是一種芳香味化合物。

## 性质
有浓郁果香气味的无色透明液体。相对密度0.8779（20°C）。熔点−80.9°C。沸点171.5°C。折射率1.4092（20°C）。不溶于水，易溶于乙醇和乙醚。有刺激性，不过毒性比低级乙酸酯要小。

## 制备
由乙酸与己醇在硫酸催化下酯化，再经中和、水洗和精馏而得。
{\displaystyle \ CH_{3}COOH+CH_{3}(CH_{2})_{5}OH\ {\xrightarrow {H_{2}SO_{4}}}\ CH_{3}COO(CH_{2})_{5}CH_{3}+H_{2}O}

## 用途
用于果实香精的调制。